# Зінченко Іван Кирилович
Зінченко Іван Кирилович — відомий український поет, автор тексту пісні «Журавка».

## Життєпис
Народився 20 березня 1916 року в селі Роботівка у бідній селянській родині.
Під час Другої світової війни Іван Зінченко у лавах Червоної Армії зі зброєю в руках обороняв від ворога рідну землю.
По війні довгий час проживав у м. Бориславі.
Написав повість «Смарагд», п'ятнадцять поем і безліч віршів, на основі яких було створено понад 20 пісень. Низку пісень поет сам озвучував, серед них — «Мамо, візьміть на крило», «Прилітай, мій сину», «Мамина калина», «Не вмре Україна, не вмре», «Якщо горе загляне в вікно».
У травні 2016 р. на стіні будинку у м. Бориславі по вул. Трускавецька, 49, де багато років жив і творив Іван Зінченко було відкрито і освячено меморіальну дошку.